# Яблонная белая моль-крошка
Яблонная белая моль-крошка, или персиковая моль-минёр (лат. Lyonetia clerkella) — вид чешуекрылых из семейства Lyonetiidae.

## Описание
Бабочки имеют узкие крылья серебристого цвета. Крылья в размахе 8—10 мм. Вершина передних крыльев с характерным рисунком из тёмных пятен и полосок: на переднем крае имеются четыре тёмных полоски, а на внутреннем крае — две такие же полоски, примыкающие к веерообразному чёрному пятну. От вершины крыла отходит кисточка из тёмных волосков.
Гусеницы серо-зелёные или светло-зелёные длиной 6—7 мм. Куколка светло-зелёная или серо-зелёная. Яйца беловатые без блеска, длиной около 0,3 мм, шириной 0,18 мм.

## Образ жизни

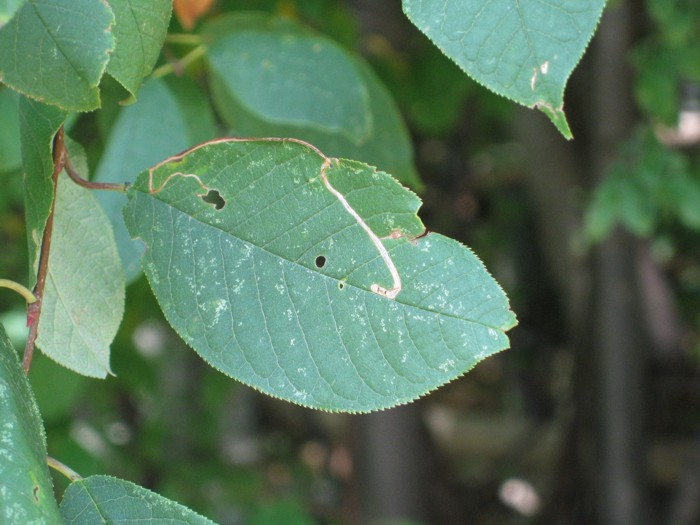
Мины яблонной белой моли-крошки

Личинки образуют мины на листьях многих видов древесных растений семейства розоцветных (яблоня, вишня, слива и др.), а также берёзы, каштана, хмеля, ивы. На острове Мадагаскар отмечены на эвкалипте. Мины светлые змеевидные с тёмной полосой экскрементов по средней линии мины. На конце мины экскременты отсутствуют. Зимует на стадии имаго. Самки откладывают по одному яйцу в ткани нижней стороны листа. Средняя плодовитость — 50 яиц. Личинка выходит из яйца через 5—7 суток. Личинка развивается от 6 до 14 суток, затем прогрызает отверстие в верхнем эпидермисе, а для окукливания перемещается на нижнюю сторону листа и формирует белый кокон, подвешенный на шёлковых нитях к листу. На стадии куколки находится от 11 до 21 суток. В течение тёплого сезона года развивается до 4 поколений. Спектр кормовых растений в течение сезона меняется. Первые поколения гусениц, как правило, развиваются на розоцветных, а поздние — на берёзе. В японских популяциях моли выявлено две расы (персиковая и вишнёвая), отличающиеся по пищевым предпочтениям и форме мин.

## Распространение
Встречается в Евразии (кроме крайнего севера), в Северной Африке и на Мадагаскаре.